# Zemiansky Vrbovok
Zemiansky Vrbovok és un poble i municipi d'Eslovàquia. Es troba a la regió de Banská Bystrica. La primera menció escrita de la vila es remunta al 1285.

## Demografia
| Godina             | 1994 | 2004    | 2014   | 2024    |
| ------------------ | ---- | ------- | ------ | ------- |
| Nombre de persones | 156  | 103     | 95     | 78      |
| Diferència         |      | −33,97% | −7,76% | −17,89% |

| Godina             | 2023 | 2024 |
| ------------------ | ---- | ---- |
| Nombre de persones | 78   | 78   |
| Diferència         |      | +0%  |